# Model-vista-vista model

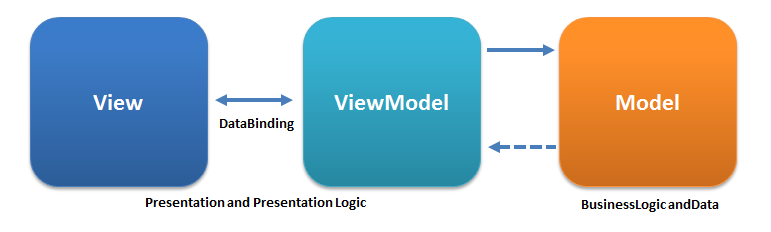
Fig.1 Esquema de blocs del model MVVM

Model-vista-vista model (MVVM acrònim en anglès) és una arquitectura i patró de disseny utilitzat per a la implementació d'interfícies d'usuari. MVVM facilita la separació el disseny d'interfícies gràfiques d'usuari del desenvolupament de la lògica del programari o model de dades. MVVM deriva del model Model-Vista-Controlador i va ser creat per l'empresa Microsoft el 2005.

## Components del MVVM
Model
Model es refereix a la capa de dades que representa el contingut.
Vista
A l'igual que MCV, la 'vista'  presenta el 'model' (informació i lògica de negoci) en un format adequat per a interactuar (usualment la interfície d'usuari) per tant cal que proveeixi la informació de sortida del 'model'.
Model vista
El 'model vista' és una abstracció de la vista que exposa les propietats i comandes.

Lligam
Són les unions entre les dades i les comandes.